# Lyndon (Vermont)
Lyndon – miasto w Stanach Zjednoczonych, w stanie Vermont, w hrabstwie Caledonia.